# Endokrine bolesti
Endokrine bolesti su poremećaji endokrinog sistema. Grana medicine povezana sa endokrinim poremećajima poznata je kao endokrinologija.

## Tipovi bolesti
Uopšteno govoreći, endokrini poremećaji se mogu podeliti u tri grupe:
- Hipofunkcija/hiposekrecija endokrinih žlezda (što dovodi do nedostatka hormona)
- Hiperfunkcija/hipersekrecija endokrinih žlezda (što dovodi do viška hormona)
- Tumori (benigni ili maligni) endokrinih žlezda

Endokrini poremećaji su često prilično složeni, uključujući mešovitu sliku hiposekrecije i hipersekrecije zbog mehanizama povratne sprege uključenih u endokrini sistem. Na primer, većina oblika hipertireoze je povezana sa viškom hormona štitaste žlezde i niskim nivoom hormona koji stimuliše štitastu žlezdu.

## Spoljašnje veze
- Endocrine+system+diseases на 
- MedlinePlus Overview endocrinediseases

|  | Molimo Vas, obratite pažnju na važno upozorenje u vezi sa temama iz oblasti medicine (zdravlja). |